# James H. Platt
James Henry Platt, Jr. (* 13. Juli 1837 in St. John’s, Neufundland; † 13. August 1894 bei Georgetown, Colorado) war ein US-amerikanischer Politiker der Republikanischen Partei und Mitglied des US-Repräsentantenhauses für Virginia.

## Leben
Platt verzog früh mit seinen Eltern nach Burlington in Vermont, wo er öffentliche Schulen besuchte. Nach Beendigung seiner schulischen Ausbildung studierte er Medizin an der University of Vermont und schloss dieses Studium 1859 ab. Nach Ausbruch des Bürgerkrieges trat er 1861 der Union Army bei und diente zunächst als First Sergeant im Dritten Regiment der Freiwilligen Infanterie Virginias. Im Verlauf des Krieges wurde er noch zum Hauptmann sowie zuletzt zum Oberstleutnant befördert, lehnte als solcher aber die Ernennung zum Quartiermeister des 6. Korps der Union Army ab. Zum Ende des Krieges ließ er sich am 6. April 1865 in Petersburg nieder und wurde 1867 Mitglied der Verfassunggebenden Versammlung Virginias sowie zugleich von 1867 bis 1868 des Stadtrates von Petersburg und verzog anschließend nach Norfolk.
Nach der Wiederaufnahme Virginias in die Union wurde er als Vertreter der Republikaner am 26. Januar 1870 Mitglied im US-Repräsentantenhaus und vertrat in diesem bis zum 3. März 1875 den zweiten Wahlbezirk des Bundesstaates. Zuletzt war er von März 1873 bis März 1875 im 43. US-Kongress Vorsitzender des Ausschusses für öffentliche Gebäude und Grundbesitz (Committee on Public Buildings and Grounds).
Nachdem er 1874 eine Wahlniederlage erlitten hatte und aus dem Repräsentantenhaus ausscheiden musste, verzog er nach New York und widmete sich der Herstellung von Erdölprodukten. 1887 siedelte er nach Colorado um und ließ sich in Denver nieder, wo er sich in der Versicherungswirtschaft, Papierherstellung und im Bergbau betätigte.